# Geert Reinders (1737-1815)
Geert Reinders (Bedum, 19 april 1737 – Bellingeweer, 4 februari 1815) was een Groninger autodidact, een van de grondleggers van de immunologie in Nederland en oprichter van de ‘Sociëteit van Onderlinge Bijstand’, vandaag Univé Verzekeringen. Hij ontwikkelde als eerste de vaccinatie tegen de runderpest en de eerste ‘coöperatieve’ verzekering in Nederland.

## Loopbaan
Reinders werd geboren in Bedum als de oudste zoon van korenmolenaar Reinder Geerts en zijn vrouw Hylke Roelfs. Na beëindiging van zijn schooltijd op 10-jarige leeftijd was hij onder andere molenaarsknecht, kastelein, paardenkoopman en boer.

### Ziekteonderzoeker
Nadat Geert Reinders als veehandelaar betrokken was geraakt bij de weinig succesvolle proeven van Petrus Camper om de runderpest (veepest) preventief te bestrijden, deed hij met volharding en een intuïtief waarnemingsvermogen proeven op (en soms ten koste van) zijn eigen veestapel om de runderpest te bestrijden.
Hij vond dat koeien die genezen waren van runderpest, kalveren voortbrachten die gedurende de eerste levensperiode immuun waren tegen deze ziekte. Hiermee ontdekte hij het fenomeen dat in de huidige immunologie bekendstaat als maternale (passieve) immuniteit. Ook merkte hij op dat als de kalveren in deze periode met opzet werden besmet door een inenting met virulente runderpestmaterie, er meestal slechts lichte ziekteverschijnselen optraden en de dieren daarna beschermd bleken tegen latere infecties met de runderpest (actieve immunisatie).
Door de inenting van deze dieren enige malen met tussenpozen te herhalen, kon de mate van bescherming worden vergroot. Geert Reinders maakte zijn ontdekking op een merkwaardige wijze bekend, namelijk in een brief, gedateerd 6 december 1774, schreef hij aan stadhouder Willem V van Oranje-Nassau dat hij een belangrijke vinding gedaan had. De resultaten werden ook kort daarna gepubliceerd in een brief aan de professoren Petrus Camper en Wynoldus Munniks. Deze laatste vertaalde de brief in het Engels en zond hem naar de Royal Society te Londen.
Petrus Camper reageerde op de brief door te stellen dat deze brief hem veertien stuivers aan vracht gekost had. In het buitenland gaf Petrus Camper wel bekendheid aan het werk via publicaties waarin hij de naam Geert Reinders opzettelijk onvermeld liet en het deed voorkomen alsof hij zelf de grootste prestaties op dit gebied geleverd had. Mede hieraan zal het te wijten zijn, dat men de verdiensten van Geert Reinders voor de immunologie lange tijd heeft ondergewaardeerd. De laatste jaren (sinds 1998) komt hierin verbetering.

### Ziektebestrijder
De runderpest in Nederland had tot aan de tijd van Geert Reinders een epizoötisch verloop. In Groningen brak een epizoötie uit in 1713, die duurde tot 1721. Binnen een jaar tijd verloor het gewest Holland toen twee derde van zijn vee. Na deze uitbraak werd de ziekte endemisch. Een nieuwe ziektegolf trad op in 1774. Hierdoor ontstond een goede mogelijkheid om onderzoek te doen naar het effect van inentingen, ook al omdat steeds nieuwe uitbraken optraden.
Vanaf 1774 werden er dieren ingeënt volgens de "methode Reinders". De resultaten waren goed te noemen. In de periode 1769-1776 werden in Holland 438.045 koeien aangetast door runderpest. Hiervan stierven er 311.738 (71%). In de periode 1774-1784 stierven van 2.751 ingeënte koeien er 191 (6,9%). Deze getallen zijn uiteraard naar de huidige wetenschappelijke maatstaven niet vergelijkbaar, maar geven toch een beeld van de effectiviteit van de inenting. Een duidelijk nadeel van de inenting was echter dat ongeveer 10% van de kalveren na inenting overleden aan het toegediende virus. Het was dan ook Geert Reinders zelf die aangaf dat inenten bij een epizoötie een goede zaak was, maar beter achterwege kon blijven wanneer de ziekte niet heerste. Sinds het begin van de twintigste eeuw komt runderpest niet meer in Europa voor.

### Oprichter ‘Sociëteit van Onderlinge Bijstand’
Na het overlijden van zijn eerste vrouw, Angenietje Klaasen (1732-1785), hertrouwde Reinders met Geertje Pieters (1742-1796), weduwe van een collega-boer. Door een onvoorzichtigheid van een dienstmeid verloren ze een van hun twee boerderijen. Net als veeziekten is in die tijd een brand voor een boer nagenoeg altijd noodlottig. Dit verlies zette hem aan tot denken en op 23 april 1794 richt Reinders samen met 20 collega boeren met in totaal 27 opstallen de Sociëteit van Onderlinge Bijstand op. Deze heeft de bedoeling dat boeren zich op basis van solidariteit beschermen tegen fatale gevolgen van brand door hooibroei of blikseminslag. Al in de 17de eeuw hield Johan de Witt zich bezig met risicoberekeningen, maar de vorm van verzekeren zoals Reinders die ontwierp, was nieuw. Deze opzet van de eerste ‘coöperatieve’ verzekering kreeg overal navolging en is vandaag bekend onder de naam Univé Verzekeringen.

### Verdere leven
Geert Reinders ontwikkelde zich van boer-koopman tot politicus en bestuurder. Zo was hij omstreeks 1786 een van de leiders van de patriottische beweging. In 1795 bij de komst van de Fransen werd hij geroepen om de omwenteling in de Ommelanden mee tot stand te brengen. Spoedig na de revolutie werd hij lid van de Staten van de Ommelanden. Van 1798 tot 1801 maakte hij deel uit van de Eerste Kamer van het Vertegenwoordigend Lichaam des Bataafschen Volks. Hij was overigens bevriend met de patriottische rechter Jan van Bolhuis.
In 1809 werd Reinders benoemd tot correspondent van het pas opgerichte Koninklijk Instituut van Wetenschappen, Letteren en Schone kunsten, de voorloper van de Koninklijke Nederlandse Akademie van Wetenschappen en in 1814 werd hij erelid van het Natuur- en Scheikundig Genootschap te Groningen.